# Zeineb Trudi
Zeineb Trudi es una deportista tunecina que compite en judo. Ganó una medalla de oro en los Juegos Panafricanos de 2023 y una medalla de bronce en el Campeonato Africano de Judo de 2024.

## Palmarés internacional
| Juegos Panafricanos | Juegos Panafricanos | Juegos Panafricanos | Juegos Panafricanos |
| Año                 | Lugar               | Medalla             | Categoría           |
| ------------------- | ------------------- | ------------------- | ------------------- |
| 2023                | Acra (Ghana)        | Medalla de oro      | Equipo mixto        |
| Campeonato Africano |                     |                     |                     |
| Año                 | Lugar               | Medalla             | Categoría           |
| 2024                | El Cairo (Egipto)   | Medalla de bronce   | +78 kg              |